# ユーズミュージック
株式会社ユーズミュージック（U's Music Co.,Ltd.）は、音楽出版、芸能事務所の経営、録音スタジオの運営を行っている日本企業である。

## 概要
USENの音楽事業部門子会社であったが、U-NEXTとUSENの経営統合により、現在はUSEN-NEXT HOLDINGSの完全子会社である。

## 沿革
- 1999（平成11）年
  - 4月：ユーズ音楽出版株式会社、USEN子会社として設立。代表取締役は宇野康秀。
  - 6月：宇野康秀が代表取締役退任。
- 2015（平成27）年　
  - 3月：稲葉豊、代表取締役就任[2]。
- 2017（平成29）年
  - 12月:USENとU-NEXTの経営統合により、USEN-NEXT HOLDINGSの子会社となる。

## 所属アーティスト
- アンダーグラフ
- JiLL-Decoy association
- 竹仲絵里

## 過去の所属アーティスト
- アルファ
- 音速ライン
- The cold tommy
- The Ibory Brothers
- ARIA
- Yvonne Sisters
- Rie&Qoonie(旧名「September」）
- 池上ケイ
- 石田ミホコ
- 熊谷尚武
- ザ・ジェッジジョンソン
- しばのまり子
- stoopyrider
- DIZZY UP THE GIRLS
- REVOLT
- MAKAI
- me_ho
- moumoon
- 村岸カンナ
- La-Vie.
- Everly
- Lunakate
- fade
- FLiP
- 岩本公水（いわもと くみ）
- 走裕介（はしり ゆうすけ）
- 若山かずさ
- なつこ
- KG
- Salley